# Ghiacciaio del Laveciau
Il ghiacciaio del Laveciau (pronuncia francese Lavsió - AFI: [lavsjo], talvolta ortografato come Lavetchiau secondo la pronuncia del patois di Valsavarenche) si trova sul versante nord-ovest del massiccio del Gran Paradiso, nell'alta Valsavarenche, in Valle d'Aosta. È contornato in alto dalle vette del Gran Paradiso, e del Piccolo Paradiso.

## Caratteristiche

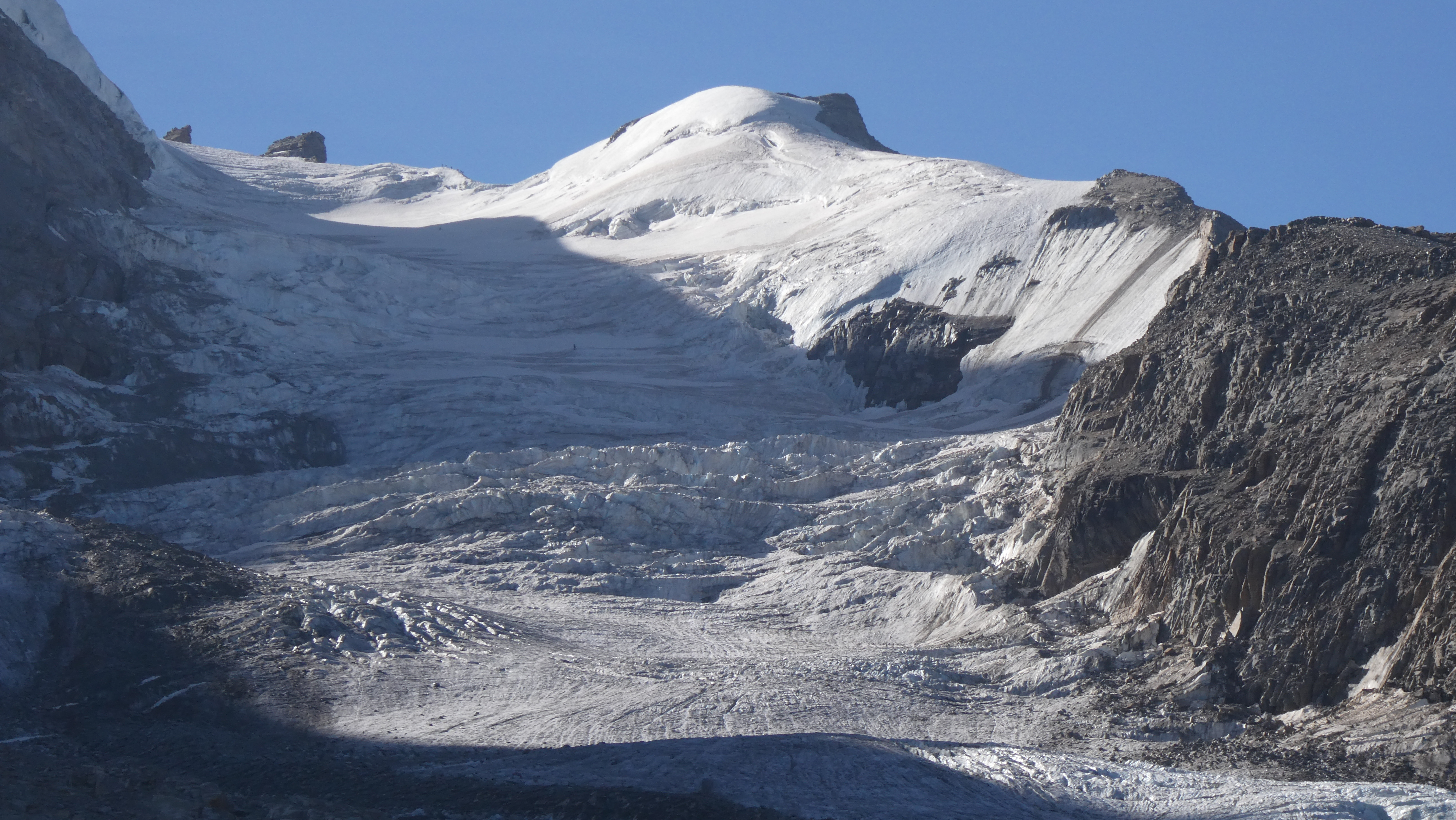
Il ghiacciaio visto da poco sopra il rifugio Federico Chabod.

La sua estensione è di 205 ettari. Le caratteristiche principali sono: lunghezza 3,5 km., larghezza 1,2 km., esposizione nord-ovest, inclinazione media 24°, quota massima 4050 metri, quota minima 2780 metri. Si percorre il ghiacciaio nella salita al Gran Paradiso partendo dal rifugio Federico Chabod.